# Kakuma
Kakuma es una localidad de Kenia perteneciente al condado de Turkana. Tiene 65 814 habitantes según el censo de 2009.
Desde 1991 se estableció en este lugar un campo de refugiados, principalmente habitado por quienes huyen de las guerras en lo que ahora es Sudán del Sur. En 2015 había aquí 185 000 refugiados. Muchos son refugiados de larga duración que no han conocido una vida distinta a este sufrimiento.